# Bussus-Bussuel
Bussus-Bussuel è un comune delegato e frazione del comune di Bussus-lès-Yaucourt, nel dipartimento della Somme nella regione dell'Alta Francia; in precedenza comune autonomo, il 1º gennaio 2025 è confluito insieme all'ex comune di Yaucourt-Bussus nel nuovo comune di Bussus-lès-Yaucourt.

## Storia
La prima menzione del villaggio di Bussus, nel 704, fa riferimento a una signoria e al feudo di Hemimont, appartenenti alla prestigiosa vicina abbazia di Saint-Riquier. La tenuta era amministrata a nome dell'abbazia da un clero laico.
Il villaggio inizia a svilupparsi all'inizio del XIX secolo. Viene costruita allora una scuola femminile nel 1867 e in seguito una scuola per ragazzi e il municipio nel 1878.
Fino al 1952 si trovava nel cimitero una chiesa in comune con il villaggio di Yaucourt, ora scomparsa.

### Simboli
Nel 2003 comune aveva ripreso lo stemma della famiglia de Bussus conosciuta dalla fine del XII secolo. 
Nel 2008 sono stati aggiunti dei rami di bosso come ornamenti esteriori dello scudo, allusione ad una possibile origine del toponimo dal latino buxus, "bosso".

## Società

### Evoluzione demografica
Abitanti censiti